# Marquinhos Carioca
Marcus Vinícius Vidal Cunha (n. 28 mai 1992, Rio de Janeiro, Brazilia, cunoscut ca Marquinhos Carioca sau simplificat Marquinhos este un fotbalist brazilian care evoluează în prezent la Žalgiris Vilnius. Este un produs al celor de la Paraná Clube.